# Академия Амбрелла (2-й сезон)
Второй сезон супергеройского драмедийного интернет-телесериала «Академия Амбрелла», состоящий из 10 эпизодов, был выпущен на Netflix 31 июля 2020 года. Сериал разработан Стивом Блэкманом и Джереми Слейтером на основе одноимённой серии комиксов, написанной Джерардом Уэем и проиллюстрированной Габриэлем Ба, которые также выступают исполнительными продюсерами. Во втором сезоне братья и сёстры Харгривз перемещаются в Даллас 1960-х годов, забирая с собой апокалипсис, который они пытаются предотвратить.
Главные роли во втором сезоне исполнили Эллиот Пейдж, Том Хоппер, Дэвид Кастанеда, Эмми Рэвер-Лэмпман, Роберт Шиэн, Эйдан Галлахер, Джастин Х. Мин, Риту Арья, Юсуф Гейтвуд, Марин Айрленд, Адам Годли, Кейт Уолш и Колм Фиори, а во второстепенных ролях снялись Кевин Ранкин, Джордан Клэр Роббинс, Джастин Пол Келли, Джон Капелос и Крис Холден-Рид. Второй сезон получил положительные отзывы и был признан серьёзным улучшением по сравнению с предыдущим.

## Актёры и персонажи

### В главных ролях
- Эллиот Пейдж[a] — Ваня Харгривз / Белая скрипка / Номер Семь
  - Т. Дж. Макгиббон — юная Ваня
- Том Хоппер — Лютер Харгривз / Космобой / Номер Один
  - Кэмерон Бродер[англ.] — юный Лютер
- Дэвид Кастанеда — Диего Харгривз / Кракен / Номер Два
  - Блейк Талабис — юный Диего
- Эмми Рэвер-Лэмпман[англ.] — Эллисон Харгривз / Слух / Номер Три
  - Иден Кьюпид — юная Эллисон
- Роберт Шиэн — Клаус Харгривз / Сеанс / Номер Четыре
  - Данте Альбидоне — юный Клаус
- Эйдан Галлахер — Пятый Харгривз / Пацан / Номер Пять
- Джастин Х. Мин[англ.] — Бен Харгривз / Ужас / Номер Шесть
  - Итан Хван — юный Бен
  - Мин также сыграл альтернативную версию Бена (Номер Два), которая появляется в финальном эпизоде как часть Академии Спэрроу.
- Риту Эрийа[англ.] — Лайла Питтс
- Юсуф Гейтвуд — Рэймонд Честнат
- Марин Айрленд — Сисси Купер
- Адам Годли — Пого
- Кейт Уолш — Куратор
- Колм Фиори — сэр Реджинальд Харгривз / Монокль

### Роли второго плана
- Кевин Ранкин — Эллиотт Гассман
- Джордан Клэр Роббинс[англ.] — Грейс
- Джастин Пол Келли — Харлан Купер
- Джон Капелос[англ.] — Джек Руби
- Крис Холден-Рид — Аксель
- Джейсон Брайден — Отто
- Том Синклер — Оскар
- Стивен Богерт — Карл Купер
- Дов Тифенбах[англ.] — Кичи
- Робин Аткин Даунс — Эй Джей Кармайкл
- Мона Траоре[англ.] — Джилл

## Эпизоды
| № общий | № в сезоне | Название                                         | Режиссёр        | Автор сценария                  | Дата премьеры |
| --- | ---------- | ------------------------------------------------ | --------------- | ------------------------------- | ------------- |
| 11 | 1          | «Возврат к началу» «Right Back Where We Started» | Сильвен Уайт    | Стив Блэкман                    | 31 июля 2020  |
| Путешествие во времени у Пятого идёт не по плану, и его братья и сёстры попадают в разные годы в Даллас 1960-х. Пятый прибывает 25 ноября 1963 года и обнаруживает, что братья и сёстры сражаются с советскими солдатами. Внезапно появляется Хейзел, и они с Пятым спасаются бегством, а весь мир оказывается уничтожен в результате ядерной войны. Хейзел объясняет, что это был апокалипсис и что у Харгривзов есть всего десять дней, чтобы его предотвратить. Трое убийц-шведов прибывают в Даллас и убивают Хейзела, однако Пятому удаётся сбежать. Он оказывается в доме человека по имени Эллиотт, который на протяжении нескольких лет следил за переулком и видел, как Пятый и его братья и сёстры переместились из 2019 года. Эллиотт соглашается помочь Пятому. Тем временем становится известна информация о жизни других братьев и сестёр: Лютер выступает на боксёрском ринге и живёт в клубе, работая телохранителем Джека Руби, Диего оказался в психбольнице и хочет предотвратить убийство Джона Ф. Кеннеди, Эллисон вышла замуж за активиста-правозащитника по имени Рэймонд Честнат, Клаус основал секту, а Ваня, страдающая амнезией, живёт с супружеской парой, Сисси и Карлом Куперами, и является няней их сына Харлана. После того, как на Диего нападают Шведы, он сбегает вместе со своей подругой и пациенткой больницы Лайлой. Пятый находит Лютера в клубе и рассказывает ему о предстоящем конце света, но Лютер отказывается помогать.                 |            |                                                  |                 |                                 |               |
| 12 | 2          | «Плёнка „Франкели“» «The Frankel Footage»        | Стивен Сурджик  | Марк Гоффман                    | 31 июля 2020  |
| Через три месяца после ранения, полученного от Хейзела, Куратор возвращается в Комиссию и узнаёт, что была понижена в должности, а её новым боссом является говорящая золотая рыбка Эй Джей. Ваня едет в клуб, чтобы забрать оттуда Карла, и её замечает Лютер. Копы арестовывают Рэймонда. Номер Пять приводит Диего и Лайлу в дом Эллиотта, и они смотрят видеоплёнку, которую Хейзел отдал Пятому незадолго до его смерти. Благодаря этому фильму Диего и Пятый понимают, что их отец Реджинальд присутствовал во время убийства Кеннеди. В тюрьме Клаус знакомится с Реймондом и вскоре после этого выходит на свободу. Эллисон приходит навестить мужа и замечает, что у Кичи, одного из последователей Клауса, на ладонях такие же татуировки, что и у Клауса. Лютер приходит на ферму Сисси и извиняется перед Ваней, однако узнаёт, что она его не помнит. Диего и Пятый пробираются в офис компании Реджинальда. Пятый натыкается на юного Пого. Диего и Реджинальд начинают драку, и Реджинальд ударяет Диего ножом в живот, после чего уходит с Пого. |            |                                                  |                 |                                 |               |
| 13 | 3          | «Шведская работа» «The Swedish Job»              | Стивен Сурджик  | Джесси Маккиоун                 | 31 июля 2020  |
| После возвращения в дом Эллиотта Лайле удаётся спасти жизнь Диего, и они занимаются сексом. Ночью на Ваню нападают трое шведов, которые преследуют её на кукурузном поле, и Ваня использует свою силу, чтобы помешать им убить её. Пятый находит её и рассказывает о предстоящем апокалипсисе. Рэй, которого выпускают из тюрьмы благодаря Клаусу и Бену, сталкивается с Лютером, который разыскивает Эллисон. Лютер всё ещё испытывает к ней чувства, но уходит, узнав, что Эллисон замужем. Тем временем Элисон вместе с другими афроамериканцами участвует в сидячей забастовке, устроенной в дайнере «только для белых». Рэй идёт в дайнер, чтобы также принять участие в акции, но его арестовывают вместе с остальными протестующими. Видя, как Рэя дубинкой избивает полицейский, Эллисон использует свои сверхъестественные возможности, чтобы заставить офицера оставить Рэя в покое, однако в результате Рэй убегает от Эллисон, не понимая, кто она на самом деле. Клаус находит Дэйва, который работает в магазине красок. Клаус говорит Бену, что хочет помешать Дэйву пойти на войну во Вьетнаме. Лайла покидает Диего, приходит в отель, где живёт Куратор, и называет её «мамой». |            |                                                  |                 |                                 |               |
| 14 | 4          | «Маджестик-12» «The Majestic 12»                 | Том Верика      | Бронвин Гэррити                 | 31 июля 2020  |
| Перед возвращением к Диего Куратор ставит перед Лайлой задачу любой ценой защитить Номера Пять. Узнав от Лютера, что она стала причиной изначального апокалипсиса, Ваня возвращается в семью Куперов. Не имея возможности объяснить свою силу Рэю, Эллисон бросает его и встречается с Лютером, который рассказывает ей о грядущем апокалипсисе. Тем временем, Диего, Лайла и Пятый посещают приём в посольстве, на который был приглашён Реджинальд. После того, как Диего знакомится с Грейс, состоящей в романтических отношениях с Реджинальдом, на трио нападают Шведы. Им удаётся отбиться, но Реджинальд уезжает. Узнав о плане Вани уйти из дома, Харлан убегает. Заметив его игрушку в озере, Ваня использует свои силы, чтобы найти утонувшего Харлана и вернуть его к жизни. Понимая, что Харлан может умереть, если она уйдёт, Ваня решает остаться. Не сумев убедить Дэйва не вступать в армию, Клаус начинает беспробудно пить, а позже проводит ночь у Эллисон. В доме Эллиотта Лютер, находясь под действием «веселящего газа», случайно рассказывает Эллиотту об апокалипсисе, который наступит через семь дней. |            |                                                  |                 |                                 |               |
| 15 | 5          | «Вальгалла» «Valhalla»                           | Том Верика      | Роберт Аскинс                   | 31 июля 2020  |
| Ваня начинает интимные отношения с Сисси. В доме Эллиотта Лютер рассказывает Пятому и Диего, что после того, как оказался в Далласе, он вернулся в Академию, однако Реджинальд прогнал его, поскольку не поверил, что в будущем усыновит семерых детей. В настоящее время трио решает собраться вместе с остальными членами Академии, чтобы объяснить текущую ситуацию, и вместе они решают искать Реджинальда, полагая, что все они появились в Далласе, чтобы спасти Кеннеди. После того, как Пятого выгоняют из группы, Лайла с Куратором заманивают его на встречу на заброшенном складе. Пока два Шведа оплакивают гибель младшего брата, Ваня решает покинуть семью Куперов после того, как понимает, что Сисси продолжает спать с Карлом. Лютер и Диего получают приглашение на лёгкий ужин с Реджинальдом, Клаус возвращается в секту, а Эллисон решает рассказать всё Рэю. |            |                                                  |                 |                                 |               |
| 16 | 6          | «Лёгкий ужин» «A Light Supper»                   | Эллен Курас     | Эйрин Мишель Уилльямс           | 31 июля 2020  |
| На складе Куратор предлагает Пятому сделку, обещая вернуть его семью в 2019 год, если он убьёт членов совета Комиссии во время одного из секретных заседаний. Остальные члены Академии получают приглашения на лёгкий ужин с Реджинальдом, посещают его и объясняют текущую ситуацию. Эллисон демонстрирует Рэю свои способности, Диего рассказывает Грейс о плане Реджинальда убить Кеннеди, а Карл видит, как Сисси и Ваня занимаются любовью в машине. Тем временем, узнав, что Диего убил их брата, Шведы убивают Эллиотта и оставляют на полу сообщение «Öga för öga» («око за око»), написанное его кровью. В отеле Пятый соглашается на сделку с Куратором. |            |                                                  |                 |                                 |               |
| 17 | 7          | «Око за око» «Öga for Öga»                       | Эллен Курас     | Никки Шифельбайн                | 31 июля 2020  |
| Пятый убивает правление Комиссии, после чего Куратор отдаёт ему портфель, который вернёт членов Академии в нормальную временную линию в 2019 году, но устанавливает временной лимит — 90 минут, в течение которых братьям и сёстрам надо собраться вместе. Понимая, что Сисси несчастна в браке, Ваня решает забрать Сисси и Харлана с собой в 2019 год, в то время как Эллисон решает взять Рэя. Пока Рэй и Эллисон готовятся к отъезду, на них нападают два оставшихся в живых Шведа, но им удаётся сбежать, когда Эллисон использует свою суперсилу, чтобы заставить одного из братьев убить другого. Поскольку Сисси оставила мужу записку, несколько полицейских останавливают машину, в которой едут Сисси, Харлан и Ваня. Ваня прибегает к своей силе, чтобы дать отпор противнику, но один из полицейских оглушает её. Поскольку члены Академии не собрались вовремя, Пятый вынужден выбросить портфель, который должен был перенести их обратно в 2019 год. |            |                                                  |                 |                                 |               |
| 18 | 8          | «Семь стадий» «The Seven Stages»                 | Аманда Марсалис | Марк Гоффман и Джесси Маккиоун  | 31 июля 2020  |
| В здании ФБР в Далласе специальный агент ФБР Вилли Гиббс допрашивает Ваню, которую считает агентом КГБ, так как она умеет разговаривать на русском языке. В ходе допроса Ваню пытают электрошоком и ЛСД, и она начинает вспоминать своё прошлое. Пятый решает встретиться со старшей версией себя и забрать у него чемодан, чтобы переместиться в 2019 год. Оказавшись наедине с Лютером, старый Пятый рассказывает о способе предотвратить разрушение Луны Ваней, но для этого придётся пожертвовать молодым Пятым. Лайла похищает Диего, чтобы он остался с ней и работал на Комиссию. Герб, оператор Коммутатора вечности, показывает Диего, что на самом деле случится 22 ноября 1963 года. Вместо убийства Кеннеди происходит устроенный Ваней взрыв здания ФБР, мимо которого проезжает президентский кортеж; в организации теракта США обвиняет СССР, что приводит к Третьей мировой войне с применением ядерного оружия. С помощью Герба Диего сбегает из Комиссии и вместе с Клаусом и Эллисон возвращается в Даллас, чтобы помешать Ване взорвать здание ФБР. Под воздействием электрического тока сила Вани многократно возрастает, а братья и сестра безуспешно пытаются добраться до неё. |            |                                                  |                 |                                 |               |
| 19 | 9          | «743» «743»                                      | Аманда Марсалис | Бронвин Гэррити и Роберт Аскинс | 31 июля 2020  |
| Так как остальные не могут приблизиться к Ване, Бен входит в сознание Вани, «спрятавшейся» в укрытии. Бену удаётся успокоить Ваню, объясняя, что братья и сестра пытаются помочь ей, и благодаря этому удаётся предотвратить взрыв здания и апокалипсис. Однако затраченные усилия оказываются слишком большой нагрузкой для Бена, и он навсегда исчезает. Харлан, будучи связанным с Ваней, испытывает на себе негативные эффекты от происходящего с ней и случайно убивает своего отца, отразив пулю, которую выстрелил Карл. По подсказке Эй Джея Герб демонстрирует Лайле приказ об убийстве 743. Лайла выясняет у матери, каким образом Номер Пять связан со смертью её родителей, не зная, что на самом деле убийство одобрила Куратор. Молодой Пятый узнаёт о плане старого Пятого убить его и с помощью Лютера отправляет старого Пятого в оригинальную временную линию 2019 года, но случайно повреждает в процессе чемодан. Здание ФБР не взорвано, а Кеннеди погибает несмотря на попытку Диего предотвратить убийство. Рассерженный убийством, Реджинальд навещает Великолепную дюжину, предстаёт перед ними в облике инопланетянина и убивает всех. В здании Комиссии Куратор по внутренней связи объявляет всем сотрудникам, что начинает войну. |            |                                                  |                 |                                 |               |
| 20 | 10         | «Этап пройден» «The End of Something»            | Джереми Уэбб    | Стив Блэкман                    | 31 июля 2020  |
| Участники Академии узнают, что их разыскивают как террористов, якобы причастных к убийству Кеннеди. Чувствуя, что Харлан в беде, Ваня и остальные едут на ферму Сисси. Туда же прибывает Куратор с армией агентов Комиссии, но Ваня убивает их всех. Выясняется, что Лайла умеет зеркалить силы участников Академии, и они понимают, что она — ещё один из сорока трёх детей, родившихся в один день вместе с ними; Куратор заставила Пятого убить её родителей, чтобы заполучить себе Лайлу. Братья и сёстры раскрывают Лайле правду, однако их всех убивает Куратор, которую в свою очередь убивает последний оставшийся в живых Швед. Смертельно раненый Пять перемещается во времени на несколько минут и отнимает оружие у Куратора. Швед все равно убивает Куратора, но соглашается прекратить охоту за Академией, а Лайла убегает. Ваня забирает свою силу у Харлана, но Сисси расстаётся с Ваней, поскольку быть с ней слишком опасно. Герб, который возглавил Комиссию, позволяет Академии использовать портфель, чтобы вернуться в 2019 год. Рэй читает прощальное письмо от Эллисон, Швед присоединяется к секте Клауса, Дэйв уходит на войну, а Сисси начинает новую жизнь с Харланом, который сохраняет телекинетические способности. В альтернативном 2019 году братья и сестры узнают, что все ещё живой Реджинальд вместо Академии «Амбрелла» создал Академию «Спэрроу», которая состоит из пяти подростков, парящего зелёного куба и живого Бена в качестве Номер Два. |            |                                                  |                 |                                 |               |

## Производство

### Разработка
На волне успеха первого сезона 2 апреля 2019 года Netflix объявил о продлении на второй сезон, премьера которого состоялась 31 июля 2020 года. Было также подтверждено, что в нём, как и в прошлом сезоне, будет 10 эпизодов. Дата премьеры оставалась неизвестной до 18 мая 2020 года, когда был выпущен тизер-трейлер, в котором актёры танцуют под песню «I Think We’re Alone Now», исполненную Тиффани. В интервью The Hollywood Reporter Стив Блэкман сказал, что хочет и дальше работать над сериалом, следуя канонам комикса, но при этом от них не отходя. 26 июня стало известно, что действие будет происходить в 1960-х годах в Далласе в связи с прыжком во времени, совершённым Харгривзами в конце предыдущего сезона.

### Подбор актёров
После продления было подтверждено, что Эллиот Пейдж, Том Хоппер, Дэвид Кастанеда, Эмми Рэвер-Лэмпман, Роберт Шиэн и Эйдан Галлахер вернутся к своим ролям братьев и сестёр Харгривз. В январе 2020 года Джастин Х. Мин и Кейт Уолш, сыгравшие второстепенных персонажей в первом сезоне, стали исполнителями главных ролей во втором. 10 сентября 2019 года Netflix объявил о пополнении состава тремя новыми актёрами — Риту Эрийей, Марин Айрленд и Юсуфом Гейтвудом. 17 октября 2019 года Джон Капелос объявил, что сыграет Джека Руби, убийцу Ли Харви Освальда.

### Съёмки
Съёмочный период второго сезона начался 16 июня 2019 года. Как и предыдущий сезон, он был снят в Торонто и Гамильтоне, несмотря на тот факт, что место действия — Даллас. Дополнительные съёмки прошли в Далласе, в том числе в парке Дили-Плаза. Съёмки завершились 23 ноября 2019 года.

### Визуальные эффекты
Портальные эффекты, в том числе способность Пятого к перемещению, были созданы на 400 кадрах сотрудниками Folks VFX из Монреаля под руководством супервайзера Лорен Спиллемекер. Тем временем команда Спиллемекер воссоздала события, связанные с судьбоносным визитом Кеннеди в Даллас, добавив туда вмешательство способностей Академии Амбрелла. Фотографии и предметы из 1960-х годов были использованы как элементы дорисовки и компьютерной графики, чтобы превратить Канаду в Даллас 1960-х.
Вступительную сцену, в которой братья и сёстры сражаются с советскими солдатами, создавать было тяжелее всего, поскольку она почти полностью состоит из графики. Она была снята на натурной площадке с синим экраном и поворотом камеры на 360 градусов 15 футов в высоту и 200 на 60 футов в ширину. Из компьютерной графики не были созданы только танк, солдаты, актёры и обломки на земле. Место съёмок было отсканировано Лидаром, чтобы режиссёр Сильвен Уайт мог ходить по площадке, используя VR-версию iPad. Они использовали программу Phantom, снимающую со скоростью 700 кадров в секунду. Сцена также была разделена на семь частей, начиная с прибытия Пятого в 1963 год и заканчивая появлением Диего. Из соображений безопасности команде нельзя было стрелять из AK-47, и поэтому их пришлось добавить на компьютере.

### Музыка
Альбом с музыкой ко второму сезону, написанной Джеффом Руссо и Перрин Вирджил, был выпущен 6 ноября 2020 года, почти через три месяца после премьеры.
Вся музыка написана Джеффом Руссо и Перрин Вирджил.
| №   | Название                         | Длительность |
| --- | -------------------------------- | ------------ |
| 1.  | «The Swedes»                     | 1:23         |
| 2.  | «Lila and Diego»                 | 1:29         |
| 3.  | «Allison's Sit In»               | 2:21         |
| 4.  | «Klaus Practices Yoga»           | 1:41         |
| 5.  | «Luther and Allison»             | 2:09         |
| 6.  | «The Family is Reunited»         | 1:45         |
| 7.  | «Ben Embodies Klaus»             | 1:46         |
| 8.  | «Vanya and Sissy Kiss»           | 1:49         |
| 9.  | «The Race Against Time»          | 1:47         |
| 10. | «Vanya is the Bomb»              | 2:02         |
| 11. | «The Family Tried to Stop Vanya» | 4:20         |
| 12. | «Ben's Sacrifice»                | 3:45         |
| 13. | «Young Ben's Funeral»            | 3:25         |
| 14. | «Luckiest Man I Know»            | 1:23         |
| 15. | «One of Us»                      | 2:19         |

## Реакция

### Просмотры аудитории
3 сентября 2020 года Netflix объявил, что сериал побил множество рекордов после премьеры второго сезона. В течение первой недели после выхода второго сезона сериал являлся самым просматриваемым на сервисе, находясь на вершине рейтинга Нильсена, что объяснялось тем, что было просмотрено 3 млрд минут обоих сезонов. 21 сентября 2020 года Netflix опубликовал рейтинги Нильсена, которые показали, что в течение 28 дней после премьеры второй сезон посмотрело более 43 млн пользователей. Он стал шестым самым просматриваемым шоу года, уступив таким сериалам как «Ход королевы» и «Рэтчед».

### Отзывы критиков
На сайте Rotten Tomatoes второй сезон имеет рейтинг 91 % со средней оценкой 7,9/10, основанный на 89 отзывах. Консенсус сайта гласит: «Доказывая, что время может вылечить любые раны, бодрящий второй сезон „Академии Амбрелла“ уменьшает нагрузку без потери эмоциональной оставляющей, давая супербратьям и суперсёстрам пространство для развития и в то же время удваивая веселье от путешествий во времени». Metacritic присвоил сезону 67 баллов из 100 возможных на основе 12 отзывов, что соответствует статусу «в целом благоприятные отзывы».
Несмотря на то, что некоторые рецензенты-евреи критиковали персонажа Куратора за то, что в первом сезоне она использовала антисемитские стереотипы, во втором она продолжает говорить на идише, вследствие чего появилось мнение, что создатели не сделали достаточно в качестве ответной меры на эти претензии.

### Награды и номинации
| Год  | Премия                                  | Категория                                                                 | Номинант(ы) | Результат | Ист.   |
| ---- | --------------------------------------- | ------------------------------------------------------------------------- | --- | --------- | ------ |
| 2020 | People’s Choice Awards                  | Научно-фантастический/фэнтези-сериал 2020 года                            | «Академия Амбрелла» | Номинация | [ 33 ] |
| 2021 | Critics’ Choice Super Awards            | Лучший супергеройский сериал                                              | «Академия Амбрелла» | Номинация | [ 34 ] |
| 2021 | Hollywood Music in Media Awards         | Лучшая работа музыкального супервайзера — телевидение                     | Джен Малоун | Номинация | [ 35 ] |
| 2021 | GLAAD Media Awards                      | Лучший драматический сериал                                               | «Академия Амбрелла» | Номинация | [ 36 ] |
| 2021 | Энни                                    | Лучшая анимация персонажа — игровые съёмки                                | Эйдан Мартин, Хантер Паркс, Крэйг Янг, Вики Йео и Кристал Сай Ю | Номинация | [ 37 ] |
| 2021 | Motion Picture Sound Editors Awards     | Лучший монтаж звука — эпизодическая краткая форма — диалоги и озвучивание | Джон Бенсон и Джейсон Крейн (за серию «Этап пройден») | Номинация | [ 38 ] |
| 2021 | Motion Picture Sound Editors Awards     | Лучший монтаж звука — эпизодическая краткая форма — музыка                | Джейн Малоун и Лодж Уорстер (за серию «Вальгалла») | Номинация | [ 38 ] |
| 2021 | MTV Movie & TV Awards                   | Лучшее исполнение в шоу                                                   | Эллиот Пейдж | Номинация | [ 39 ] |
| 2021 | Сатурн                                  | Лучший супергеройский телесериал                                          | «Академия Амбрелла» | Номинация | [ 40 ] |
| 2021 | Прайм-таймовая творческая премия «Эмми» | Лучшая операторская работа в однокамерном сериале (один час)              | Невилл Кидд (за серию «Возврат к началу») | Номинация | [ 41 ] |
| 2021 | Прайм-таймовая творческая премия «Эмми» | Лучшие костюмы в стиле фэнтези / научная фантастика                       | Кристофер Харгадон, Хизер Крепп, Уильям Нг и Джейн Фибер (за серию «Плёнка „Франкели“»)                                                                             | Номинация | [ 41 ] |
| 2021 | Прайм-таймовая творческая премия «Эмми» | Лучший монтаж звука в комедийном или драматическом сериале (один час)     | Джон Бенсон, Джейсон Крейн, Джон Снайдер, Э. Дж. Шапиро, Дарио Бискальди, Лодж Уорстер, Линдси Пеппер и Зейн Д. Брюс (за серию «Этап пройден»)                      | Номинация | [ 41 ] |
| 2021 | Прайм-таймовая творческая премия «Эмми» | Лучшие специальные визуальные эффекты в отдельном эпизоде                 | Эверетт Баррелл, Филлип Хоффман, Джесси Кавзенюк, Кристофер Стек, Софи Вертиган, Джефф Кэмпбелл, Лорен Спиллемекер, Р. Кристофер Уайт и Райан Фрир (за серию «743») | Номинация | [ 41 ] |

## Комментарии
1. 1 2 3 4  В первых двух сезонах актёр был обозначен как Эллен Пейдж, однако в течение недели после того, как Пейдж объявил о смене имени в декабре 2020 года, Netflix изменил имя Эллен на Эллиота в титрах этих сезонов, а также других проектов из своей библиотеки с участием актёра[1], в том числе фильмов «Таллула[англ.]» (2016) и «Коматозники» (2017) и мини-сериала «Городские истории[англ.]» (2019)[2].